# Фавье, Никола
Никола Фавье (фр. Nicolas Favier; 1538, Труа — 1590) — французский публицист.
Представлял свой город в парламенте при короле, затем возглавлял монетный двор.
Известен тремя публикациями радикально католического направления: «Рассуждения о смерти Гаспара де Колиньи, бывшего адмиралом Франции» (фр. Discours sur la mort de Gaspard de Coligny, qui fut amiral de France...; 1572, в стихах), оправдывающего Варфоломеевскую ночь, апологетической «Истории царствования Карла IX» (фр. Recueil pour l’histoire de Charles IX; 1575 и описания памятной медали, выбитой при Карле IX в память об успешном проведении Варфоломеевской ночи (фр. Figure et exposition des portraits et dictons contenus ès médailles de la conspiration des rebelles de France opprimée et éteinte par le roi; 1572).

## Источник
- Фавье, Николай // Энциклопедический словарь Брокгауза и Ефрона : в 86 т. (82 т. и 4 доп.). — СПб., 1890—1907.
- Favier // Biographie universelle ancienne et moderne… — Michaud Frères, 1815. — P. 215.  (фр.)